# Brandenburg (Wehrmacht)
Le unità Brandenburg furono unità speciali tedesche (l'equivalente dei commando britannici), note nel mondo anglosassone come Brandenburgers, operanti durante la seconda guerra mondiale su vari fronti. Formata da volontari, ebbe le sue origini in formazioni di diverso nome e venne utilizzata per sabotaggi e operazioni dietro le linee nemiche in modo da assicurare importanti obiettivi strategici, come ponti o postazioni difensive, necessari per la tattica tedesca del Blitzkrieg ("guerra lampo").
Partiti dal rango di battaglione ed alle dirette dipendenze dell'Abwehr, subordinato a sua volta all'OKH (Oberkommando des Heeres – alto comando dell'esercito), crebbero durante la guerra fino ad essere elevate al rango di divisione di fanteria e, negli ultimi mesi della guerra, corazzata.
Parteciparono a svariate operazioni speciali spesso coronate da successo, dall'attacco alla Polonia alla presa dei ponti sulla Mosa nelle fasi iniziali dell'attacco al Belgio, entrando in azione anche nei Paesi Bassi, in Unione Sovietica e a La Maddalena e Lero negli eventi che seguirono l'8 settembre 1943. Vennero poi inquadrate come divisione, prima di fanteria meccanizzata e poi corazzata, e impiegati insieme ad altre unità scelte come la Panzergrenadier-Division Großdeutschland sul fronte orientale fino alla fine della guerra e allo scioglimento dell'unità.

## Storia

### Le origini dell'unità
In guerra è fondamentale controllare le vie di comunicazione e di rifornimento, obiettivo principale sono quindi strade, ferrovie e, soprattutto, ponti. Per questa e altre ragioni si cominciò a studiare la possibilità di inviare dietro il fronte nemico  unità di commando ben addestrati il cui compito sarebbe stato conquistare e conservare i punti strategici fino all'arrivo delle avanguardie corazzate o sabotare obbiettivi strategici.

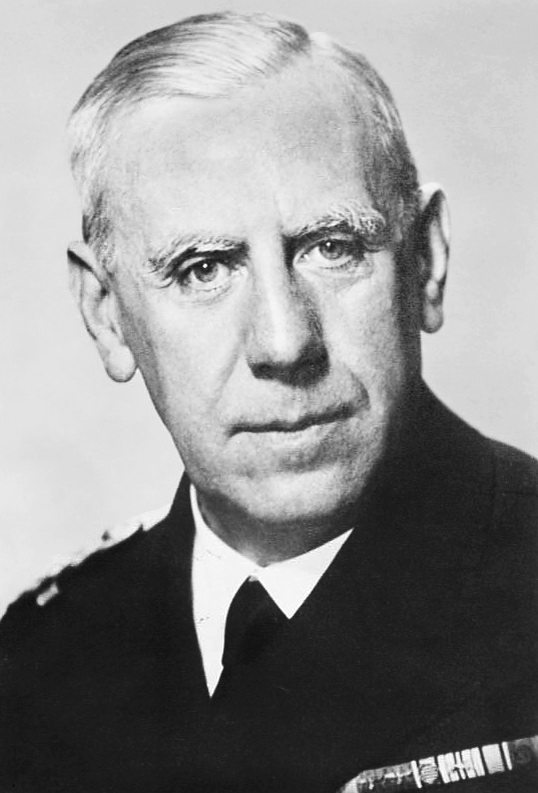
L'ammiraglio Canaris, direttore dell'Abwehr

Dal 1935 l'Abwehr, il servizio di informazioni e controspionaggio tedesco, aveva cominciato ad espandersi con il contributo di Wilhelm Canaris, un ammiraglio con un'esperienza nello spionaggio risalente alla prima guerra mondiale. Nel 1939 comprendeva tre sezioni: l'Abwehr I, che s'occupava di spionaggio, l'Abwehr II, cui compito era condurre operazioni di sabotaggio con unità speciali, e l'Abwehr III, preposta al controspionaggio. Fu quindi creata una nuova unità, il Gruppe Ebbinghaus, o Bataillon Ebbinghaus, assegnata alla sezione II, forte di due compagnie che operava anche in abiti civili. L'unità ebbe come primo comandante l'Hauptmann (capitano) Theodor von Hippel, che aveva avuto un ruolo determinante già nella sua costituzione, e che si ispirava alle strategie di Paul Emil von Lettow-Vorbeck (comandante invitto delle forze coloniali germaniche durante la campagna d'Africa orientale nella Grande Guerra, dove aveva condotto un'efficace guerriglia contro le truppe britanniche) e di Lawrence d'Arabia (che in Arabia organizzò le tribù locali mettendo in crisi l'esercito dell'Impero ottomano).
Hippel aveva organizzato il reclutamento in modo da creare un organico composto in massima parte da Volksdeutsche (tedeschi provenienti dalle comunità d'oltre confine, come i Sudeti della Cecoslovacchia o gli abitanti della Slesia polacca) o da tedeschi vissuti a lungo all'estero (Sudamerica od Africa), in modo da avere truppe capaci di parlare lingue differenti e conoscere i costumi di altri paesi, tanto da poter essere scambiati facilmente per abitanti del luogo. Per non avere dubbi sulla sicurezza degli uomini, il reclutamento era esclusivamente volontario.

### Il battesimo del fuoco: la campagna di Polonia
Il 1º settembre 1939, 52 divisioni tedesche varcavano la frontiera con la Polonia, dando inizio alla seconda guerra mondiale. Per applicare correttamente la dottrina della Blitzkrieg, tuttavia, era necessario occupare prima dell'inizio dell'assalto i nodi stradali e i ponti. In questa occasione, per adempiere a tale compito, il battaglione di von Hippel ebbe il suo battesimo del fuoco riscuotendo successi e comportandosi meglio di quanto si aspettassero i vertici militari.
Tuttavia la formazione venne sciolta alla fine della campagna, forse per evitare incidenti come quello del passo di Jablunkov dove un gruppo di irregolari organizzati dall'Abwehr entrò, il 26 agosto 1939, non avendo ricevuto l'informazione che comunicava il posticipo della campagna, in territorio polacco dando modo alle forze armate nemiche di alzare il livello di allerta.

### Le missioni ad ovest e nei Balcani
Canaris, impressionato dalle operazioni compiute dal battaglione Ebbinghaus, decise di dotarsi di una nuova unità speciale e il 15 ottobre 1939 diede il permesso di creare la Lehr und Bau Kompanie z.b.V. 800 (traducibile come "800ª compagnia di addestramento e costruzioni con compiti speciali"), che venne basata nel Brandeburgo (in tedesco Brandenburg, da cui l'unità prese il soprannome). Come per l'unità impiegata in Polonia, venne reclutato personale con origini straniere, in particolare olandesi, belgi, francesi, scandinavi e con sembianze o cultura slava, da impiegare nelle future operazioni di conquista del Terzo Reich non senza prima un severo addestramento fisico, mentale, sulle operazioni di sabotaggio, sulle tecniche di sopravvivenza e sul camuffamento. Nell'arco di tre mesi l'unità crebbe fino alla dimensione di un battaglione con alle dipendenze quattro compagnie, divise in base all'etnia e alla lingua parlata dei loro membri:
- 1ª compagnia – baltici e sovietici;
- 2ª compagnia – parlanti lingua inglese e nord/sud africani;
- 3ª compagnia – balcanici e tedeschi dei Sudeti;
- 4ª compagnia – Volksdeutsche dell'Europa orientale.

In aggiunta era disponibile un plotone motociclisti per la ricognizione e un plotone di paracadutisti.
Un plotone rinforzato di Brandenburg operò durante la campagna di Norvegia sotto il nome di "Nordzug", ma le prime grandi missioni ebbero luogo durante la campagna contro Paesi Bassi, Belgio e Francia. L'8 maggio 1940 infatti uomini della 4ª compagnia guidati dal Leutnant (sottotenente) Wilhelm Walther varcarono il confine olandese indossando uniformi della polizia militare olandese arrivando quindi due giorni dopo, quando la Wehrmacht iniziò le operazioni, al ponte sulla Mosa di Gennep che gli olandesi avevano nel frattempo minato per impedirne l'uso ai tedeschi. Il gruppo di Walther, fingendo di scortare prigionieri tedeschi, prese di sorpresa le guardie da un lato del ponte e dopo un breve scontro durante il quale tre tedeschi rimasero feriti si impossessò della postazione; le guardie olandesi dall'altra parte del ponte, confuse, lasciarono avvicinare troppo i tedeschi, che non ebbero difficoltà nel completare la conquista del ponte, su cui poco dopo passarono i carri armati della Wehrmacht. Contemporaneamente, altre unità Brandenburg guidate dal Leutnant Kürschner si impadronirono, sempre in Olanda, di alcuni ponti sul Canale Juliana, mentre loro commilitoni entravano nel Lussemburgo occupando dei ponti sul fiume Our e in Belgio compiendo azioni simili. Nel complesso, dei 61 obiettivi designati, i Brandenburg ne conquistarono 42.
Finite le operazioni la Lehr und Bau Kompanie z.b.V. 800 (in realtà, come già detto, della dimensione di un battaglione) venne mobilitata in vista delle progettate invasioni della Gran Bretagna e di Gibilterra, entrambe comunque cancellate. Nella seconda metà del 1940 gli vennero aggregate nuove unità, inclusi dei "cacciatori costieri" (Küstenjäger) e una compagnia di sciatori destinata ad operazioni nell'estremo nord europeo. Le ingrandite dimensioni del battaglione vennero ufficialmente riconosciute nel dicembre 1940 quando adottò il nuovo nome di Lehr Regiment Brandenburg z.b.V. 800 (traducibile come "800º reggimento di addestramento Brandenburg con compiti speciali").
Dopo questa parentesi riorganizzativa, nuclei del nuovo reggimento entrarono in azione nelle ore immediatamente antecedenti l'invasione della Jugoslavia e nella contemporanea operazione Marita assicurandosi i moli di Orșova, mentre un altro gruppo, vestito in uniformi dell'esercito jugoslavo, catturò, dopo una breve battaglia con le truppe britanniche, un ponte sul fiume Vardar.

### Al fronte orientale
Per la primavera 1941 il Lehr Regiment Brandenburg z.b.V. 800 era cresciuto fino a comprendere tre battaglioni: il quartier generale si trovava a Berlino; il I battaglione era stanziato nel Brandeburgo assieme alla 1ª (addestramento), 2ª, 3ª e 4ª compagnia (da quest'ultima, agli inizi del 1942, verrà prelevato del personale per formare una compagnia di Küstenjäger più un plotone (diventato in seguito una compagnia) di paracadutisti; il II battaglione si trovava nel Baden con la 5ª (montagna), 6ª (ricognizione), 7ª e 8ª compagnia (entrambe da montagna); anche il III battaglione era basato nel Baden con alle dipendenze la 9ª e la 12ª compagnia. Agli inizi dell'anno venne altresì formata una compagnia addetta alle trasmissioni, ma i suoi uomini vennero distribuiti tra le altre compagnie del reggimento. Nel 1942 venne anche aggregato all'unità un battaglione destinato alla raccolta d'informazioni.
Il reggimento Brandenburg fu mobilitato in toto per l'operazione Barbarossa, l'invasione dell'Unione Sovietica iniziata il 22 giugno 1941. Agendo in avanscoperta, spesso in uniformi nemiche, i Brandenburg riuscirono ad impossessarsi di numerosi obiettivi strategici, come i ponti, pagando a volte un elevato prezzo in termini di vite umane. Il I battaglione, assegnato al Gruppo d'armate Sud, catturò dei ponti sui fiumi San, Bug, Styr e Dnepr, partecipando anche alla presa di Leopoli assieme alla 1. Gebirgs-Division (1ª divisione da montagna); personale del II battaglione, diviso tra il Gruppo d'armate Sud e il Gruppo d'armate Nord, assicurò il possesso alla Wehrmacht di ponte sui fiumi Dnepr e Dvina, mentre il III battaglione, in organico al Gruppo d'armate Centro, catturò non meno di otto ponti in un sol giorno. Concluse le missioni speciali, i soldati del Brandenburg combatterono come forze convenzionali insieme alle unità cui erano aggregate.

Stemma della Sonderverbänd 800

Una delle più audaci azioni intraprese dal Brandenburg al fronte orientale si verificò a Majkop nell'agosto 1942. Dopo essersi infiltrati in un campo petrolifero riuscendo ad impossessarsi di camion e uniformi dell'NKVD, un gruppo di una sessantina di uomini guidati da Adrian von Fölkersam oltrepassò le linee sovietiche imbattendosi in un gruppo di disertori dell'Armata Rossa. Profittando delle uniformi dell'NKVD che indossavano, i tedeschi inscenarono un arresto riuscendo ad entrare sotto copertura, con i prigionieri, a Majkop, avendo così modo di osservare le difese della città. L'8 agosto il gruppo di Brandenburg attaccò con delle granate il centro comunicazioni cittadino: von Fölkersam, spacciandosi per un ufficiale dell'NKVD, persuase i sovietici a Majkop che quello era in realtà l'inizio del bombardamento di artiglieria intrapreso dall'esercito tedesco poco distante; senza possibilità di comunicare con l'esterno, i soldati sovietici si affidarono alle parole del maggiore dell'NKVD e si ritirarono, permettendo alla Wehrmacht di entrare a Majkop il 9 agosto senza sparare un colpo. Per l'azione von Fölkersam fu premiato con la Croce di Cavaliere della Croce di Ferro. Contemporaneamente, con la Croce di Cavaliere fu premiato anche il Leutnant Ernst Prohaska, che, al comando di alcuni Brandenburg travestiti da soldati sovietici, finse, avvalendosi di automezzi catturati all'Armata Rossa, una precipitosa fuga dalle incalzanti truppe tedesche verso il ponte di Bjelaja. Le guardie, cadute del tranello, abbandonarono la struttura, che i Brandenburg poterono così mettere in sicurezza disinnescando le mine precedentemente posizionatevi.
Nei mesi a seguire le varie sub-unità del reggimento Brandenburg furono impiegate in altre operazioni speciali e, verso la fine dell'anno, anche in operazioni antipartigiane. Seguì la rinomina del reggimento in "Sonderverbänd 800" (traducibile come "800ª unità speciale") e il conseguente cambio di nome del I, II e III battaglione, ora nominati, rispettivamente, Sonderverbänd 801, 802 e 803; fu aggiunta anche una Sonderverbänd 804. Queste forze continuarono a combattere al fronte orientale fino al tardo marzo/inizio aprile 1943, quando vennero riportate in Germania per riorganizzarsi.

### Il passaggio sotto il controllo delle SS

Distintivo del "Fallschirmjäger-Bataillon Brandenburg" (battaglione paracadutisti Brandenburg) nel 1944

La nuova unità, di fatto una divisione, continuò ad essere impiegata in maniera frammentaria, con distaccamenti composti da personale eterogeneo inviati dove ce ne fosse stato bisogno. L'arruolamento degli uomini, considerata la dimensione della Brandenburg, diventò necessariamente meno severo, dovendo disporre di più elementi, ma nella divisione rimasero ugualmente dei veterani altamente addestrati e capaci.
Il 9 settembre 1943 dei Küstenjäger (Gruppe Hettinger )  con un blitz occuparono parzialmente l'isola di La Maddalena e fecero prigionieri i due ammiragli, costringendo la flotta italiana a mutare i suoi piani e permettendo alle forze tedesche il passaggio indisturbato dalla Sardegna alla Corsica.
Alla Maddalena ci fu un ufficiale, il capitano di vascello Carlo Avegno, 43 anni, che organizzò la rivolta d’un pugno di uomini – soldati, marinai e carabinieri di Marina – e alle 8,45 del 13 ingaggiò battaglia con i tedeschi. La battaglia della Maddalena, uno dei primissimi episodi della Resistenza italiana, finisce nel pomeriggio: sul campo 32 morti, 24 italiani. Gli italiani fanno perfino diverse decine di prigionieri
Il 3 ottobre 1943 dei Küstenjäger sbarcarono nell'isola di Coo, occupata dai britannici giunti in aiuto delle truppe italiane, per appoggiare le altre unità dell'esercito tedesco durante la battaglia per l'isola, conclusasi il giorno successivo con la sconfitta degli anglo-italiani. Il 12 novembre altri Küstenjäger, assieme alla 15. (Fallschirm) Kompanie (15ª compagnia paracadutisti), entrarono in azione a Lero a supporto delle forze dell'esercito e della Luftwaffe impegnate nel sloggiare gli anglo-italiani dall'isola. La dura battaglia che seguì vide le truppe anglo-italiane combattere tenacemente, e i Brandenburg dovettero fronteggiare numerosi contrattacchi prima di ricevere i rinforzi che fecero definitivamente calare la bilancia dalla parte dei tedeschi. Per il 16 novembre la resistenza anglo-italiana era stata stroncata.
Nel tardo 1943, quando l'ordine di battaglia della divisione Brandenburg era composto da un quartier generale, da due reggimenti Jäger (fanteria leggera), da un reggimento di artiglieria, da un reggimento corazzato, da quattro battaglioni (genio, anticarro, antiaereo, comunicazioni) e da una compagnia di paracadutisti (in seguito diventata un battaglione), la Gestapo smantellò un'associazione antinazista che aveva contatti con due agenti dell'Abwehr in Turchia. Convocati in Germania, non appena vennero a conoscenza dei fatti, i due agenti fuggirono unendosi ai britannici. Il Reichssicherheitshauptamt (RSHA – ufficio centrale per la sicurezza del Reich) delle SS espose i fatti a Hitler, che subito chiese spiegazioni a Canaris. Le parole dell'ammiraglio, secondo cui la guerra era in ogni caso persa, gli valsero il trasferimento all'ufficio per il commercio e l'economia di guerra. L'Abwehr, e con esso la Brandenburg, venne aggregato all'RSHA, nell'Amt VI (VI dipartimento).
Nel periodo maggio-luglio 1944 alcuni Brandenburg si offrirono volontari per partecipare all'operazione Rösselsprung assieme all'SS-Fallschirmjäger-Bataillon 500 (500º battaglione paracadutisti delle SS) per assaltare in quartier generale di Tito a Drvar, nell'allora Jugoslavia, non riuscendo però a catturare il capo della resistenza jugoslava.

### Ufficializzazione dello status divisionale: la Panzergrenadier-Division Brandenburg

Stemma della Panzergrenadier-Division Brandenburg

Il 13 settembre 1944 la Brandenburg venne ufficialmente rinominata Panzergrenadier-Division Brandenburg, diventando così a tutta gli effetti una divisione Panzergrenadier dell'esercito tedesco. Nella successiva opera di riorganizzazione venne tolta alla divisione il comando dei Küstenjäger e dei paracadutisti, inoltre molti veterani, delusi dal nuovo impiego convenzionale, chiesero il trasferimento verso altre unità speciali delle SS. La Panzergrenadier-Division Brandenburg dalla fine di settembre 1944 fu impegnata sui fiumi Tibisco e Danubio in battaglie difensive contro l'Armata Rossa. Durante l'offensiva verso Belgrado i sovietici subirono perdite considerevoli prima che potessero sfondare le linee tedesche. Nel dicembre 1944, ormai decimata, fu spostata nella Prussia orientale e unificata con il Panzerkorps Großdeutschland. Fronteggiò quindi l'offensiva dell'Armata rossa dalla Slesia fino alla Boemia, dove si arrese nel maggio 1945.

## Riassunto delle denominazioni
- Gruppe Ebbinghaus
- Gruppe Hettinger
- Lehr und Bau Kompanie z.b.V. 800
- Lehr-Regiment Brandenburg z.b.V. 800
- Sonderverbänd 800
- Panzergrenadier-Division Brandenburg